# Психо 3
«Пси́хо 3», або «Психо́з 3» (англ. Psycho III), більш точний переклад — «Псих 3» — американський психологічний трилер 1986 року, знятий Ентоні Перкінсом, виконавцем головної ролі маніяка Нормана Бейтса.

## Сюжет
Морін Койл — психічно-нестабільна монашка, стоїть на карнизі дзвонарні, збираючись покінчити життя самогубством. Інша монашка намагається зупинити її, між жінками зав'язується боротьба й Морін випадково скидає жінку, яка розбивається насмерть. Морін, розгублена та зневірена, змушена відмовитись від сану та покинути монастир.
Між тим, Норман Бейтс володіє мотелем та живе з трупом своєї нової матері, Емми Спул, яка зникла біля місяця тому. Місцева влада та колишній бос Нормана, Ральф Статлер, розпочинають її пошуки. Норман знаходить собі асистента — музиканта Двейна Дюка, який дуже потребує грошей.
А в місті з'являється настирлива журналістка Трейсі Венабл з Лос-Анджелеса, яка пише статтю про місцеві вбивства — вона вважає, що Норман знову взявся за старе, а Морін заселяється в мотель Нормана, якого зацікавила дівчина з ініціалами М. К. Незабаром в них починається роман, а Морін здається, що вона нарешті віднайшла спокій, але інша особистість Нормана рветься назовні — по стількох роках місіс Бейтс не може полишити сина.

## В ролях
- Ентоні Перкінс — Норман Бейтс
- Дайан Скарвід — Морін Койл
- Джефф Фейгі — Двейн Дюк
- Роберта Максвелл — Трейсі Венабл
- Г'ю Джиллін — Шериф Джон Гант
- Роберт Алан Браун — Ральф Статлер
- Лі Ґерлінґтон — Мірна
- Донован Скотт — Кайл
- Джульєтт Каммінз — Ред
- Кей Ґеберлі — Руті
- Джек Мердок — Лу
- Ґарі Баеєр — Отець Браян
- Патіенс Клівленд — Сестра Марґарет
- Карен Генсель — Сестра Кетрін
- Стів Ґевера — Помічник шерифа Лео
- Джанет Лі — Меріон Крейн (флешбек)
- Клаудія Бріар — Місіс Емма Спул (флешбек)

## Слогани фільму
- «Unlock the Terror. Unlock the Fear. And enter into the All New Nightmare of…» — «Відкрийте терор. Відкрийте страх. І увійдіть в усі нові нічні жахіття…»
- «Norman Bates is back to normal. But Mother's off her rocker again!» — «Норман Бейтс повернувся до нормальності. Але матір розпочинає знову!»
- «Just when you thought it was safe to go back into the shower!» — «Просто коли ви думаєте, що це безпечно — повернутися до душу!»
- «Norman Bates back home with Mother again.» — «Номан Бейтс повернувся додому з матір'ю знову.»
- «The most shocking of them all.» — «Найшокуюче з них всіх.»

## Цікаві факти
- Зйомки фільму розпочалися 28 червня 1985 року на студії Universal.
- Книга В животі у монстра (англ. In The Belly of the Beast), яка належить Мері, героїні другої частини, лежить в багнюці біля будинку Нормана, а на склі підвального віконця видно слід від руки юнака, вбитого в попередній частині у підвалі.
- У початковій версії сценарію вбивцею виявлявся Двейн, який намагався підставити Нормана Бейтса.
- Фільм став режисерським дебютом Ентоні Перкінса.
- Ентоні Перкінс запропонував зняти фільм чорно-білим, як данина оригінальному фільмові 1960 року, але студія відмовилась від цієї ідеї.
- Перкінс хотів, аби актор Джефф Фейхі був абсолютно голим в еротичній сцені між Дюком та Ред, але актор почував себе дуже незручно перед камерами й Перкінс відмовився від цього задуму.
- Початково відзнята кінцівка фільму не сподобалась босам студії й вони повернули Перкінса вже після закінчення зйомок, аби перезняти фінал.
- Студія планувала випустити стрічку 14 лютого 1986 року — на День Святого Валентина.
- Роль Мами виконав каскадер Курт Пол — тому глядачі ніколи не бачать обличчя персонажа, завжди затемненого або відвернутого від камери.
- Та сама сукня використовується й у 4 частині серіалу.
- В одному з інтерв'ю перед своєю смертю Перкінс зізнався, що не хотів знімати фільм, так як в нього не було режисерських навичок.
- В сцені оголення героїні Дайан Скарвік зіграла дублерка Брінкі Стівенс.
- Під час зйомок фільму Ентоні Перкінс дізнався про свій позитивний ВІЛ-статус.

## Музика
Музику до фільму написав композитор Картер Бьорфелл.
1. «Scream Of Love» (Theme Song From «Psycho III»)
2. Maureen In The Desert
3. Dirty Street
4. Before & After Shower
5. Warm As A Cry for Help
6. Sisters
7. Mother
8. Bad Boys & Body Bags
9. Revenge Of A Thankless Child
10. Electroshock Waiting Room

Крім того, в фільмі прозвучали дві пісні «Catherine Mary» та «Dirty Street» у виконанні співачки Stanton Miranda.